# Соколь
Соколь (словац. Sokoľ) — село в окрузі Кошиці-околиця Кошицького краю Словаччини. Площа села 15,66 км². Станом на 31 грудня 2016 року в селі проживало 1182 жителі.

## Історія
Перші згадки про село датуються 1270 роком.

## Населення
| Рік:            | 1994. | 2004.    | 2014.    | 2024.    |
| --------------- | ----- | -------- | -------- | -------- |
| Кількість осіб: | 637   | 873      | 1121     | 1335     |
| Різниця:        |       | +37,04 % | +28,40 % | +19,09 % |

| Рік:            | 2023. | 2024.   |
| --------------- | ----- | ------- |
| Кількість осіб: | 1315  | 1335    |
| Різниця:        |       | +1,52 % |